# Distrikt Huancarama
Der Distrikt Huancarama liegt in der Provinz Andahuaylas in der Region Apurímac in Südzentral-Peru. Der Distrikt wurde am 19. Januar 1944 gegründet. Er hat eine Fläche von 156 km². Beim Zensus 2017 wurden 5454 Einwohner gezählt. Im Jahr 1993 lag die Einwohnerzahl bei 7432, im Jahr 2007 bei 7078. Die Distriktverwaltung befindet sich in der 2965 m hoch gelegenen Kleinstadt Huancarama mit 2295 Einwohnern (Stand 2017). Huancarama liegt knapp 33 km östlich der Provinzhauptstadt Andahuaylas.

## Geographische Lage
Der Distrikt Huancarama liegt im Andenhochland im äußersten Osten der Provinz Andahuaylas. Die Flüsse Río Pampas, Río Apurímac und Río Pachachaca grenzen den Distrikt im Nordwesten, Norden und Nordosten ab.
Der Distrikt Huancarama grenzt im Südwesten an den Distrikt Kishuara, im Nordwesten an den Distrikt Pacobamba, im äußersten Norden an den Distrikt Huanipaca, im Nordosten an den Distrikt Abancay sowie im Süden an den Distrikt Pichirhua. Die drei letztgenannten Distrikte liegen in der Provinz Abancay.